# Anneke Bosch
Anneke Elizabeth Bosch (* 17. August 1993 in East London, Südafrika) ist eine südafrikanische Cricketspielerin die seit 2016 für die südafrikanische Nationalmannschaft spielt.

## Aktive Karriere
Bosch gab ihr Debüt in der Nationalmannschaft im November 2016 in der WODI-Serie in Australien. Jedoch konnte sie sich zunächst nicht etablieren und kam erst im Oktober 2019 wieder ins Team zurück, als sie in Indien ihr erstes WTwenty20 bestritt. Ebenfalls in Indien gelang ihr im März 2021 in der WODI-Serie (58 Runs) und in der WTwenty20-Serie (66*) jeweils ein Fifty, wofür sie jeweils als Spielerin des Spiels ausgezeichnet wurde. Daraufhin erhielt sie einen Vertrag mit den Brisbane Heat für die Women’s Big Bash League 2021/22. Sie war auch als Ersatzspielerin für den Women’s Cricket World Cup 2022 vorgesehen, zog sich jedoch kurz davor eine Daumenfraktur zu. Im Sommer 2022 gelang ihr ein weiteres Fifty (61 Runs) in der WTwenty20-Serie gegen England. Bei der Tour bestritt sie auch ihren ersten WTest, wobei ihr 3 Wickets für 77 Runs gelangen. Kurz darauf nahm sie an den Commonwealth Games 2022 teil und erzielte dort unter anderem 32 Runs gegen England. Sie war dann Teil des Teams beim Finaleinzug Südafrikas beim ICC Women’s T20 World Cup 2023, konnte jedoch selbst nicht herausstechen, auch wenn sie in allen Spielen des Teams beteiligt war.